# 芝美奈子
芝美奈子（日语：／ Shiba Minako，1971年2月15日—2021年3月14日），日本女性動畫師、人物設計師、插畫家。出身於神奈川縣。

## 來歷、人物
芝美奈子從千代田工科藝術專門學校動畫科畢業後，在J.C.STAFF工作，自2009年起，她隸屬於C-ZOO工作室，該工作室的成員包括岡辰也、番由紀子。近年來，她參與了P.A.WORKS等多家動畫工作室的工作，並擔任原畫、作畫監督、人物設定等職務。其代表性的人物設定作品有《棋魂》、《吟遊默示錄》、《TSUBASA翼 -RESERVoir CHRoNiCLE-》等。
她是個遊戲迷，最初想從事遊戲業而不是動畫師。
2021年3月14日去世。享年50歲。

## 參加作品

### 電視動畫
1993年
- 幽☆遊☆白書（原畫）

1994年
- 美少女戰鬥隊（原畫）

1995年
- 夢幻遊戲（—1996年，原畫）[3]

1998年
- 名偵探柯南（作畫監督補、原畫）
- 時空轉抄納斯卡（原畫）

1999年
- 亞克傳承（原畫）
- 無限的未知（—2000年，原畫）
- 狂野歷險 Twilight Venom（日语：ワイルドアームズ トワイライトヴェノム）（作畫監督）[3]

2000年
- 夢幻天女（原畫）

2001年
- NOIR（人物設定、作畫監督、原畫、OP作畫、ED作畫）[3]
- 魔力女管家（作畫監督）
- 棋魂（人物設定、作畫監督）
- 沙漠的海賊！隊長庫珀（日语：砂漠の海賊!キャプテンクッパ）（原畫）

2002年
- .hack//SIGN（人物設定）[3]
- 東京地底奇兵（原畫）
- 禁獵魔女（原畫）

2003年
- 廢棄公主（作畫監督）[3]
- .hack//黃昏的腕輪傳說（OP原畫）
- 復仇天使（日语：AVENGER）（作畫監督）
- 攻殻機動隊 STAND ALONE COMPLEX（原畫）
- 洛克人EXE AXESS（原畫）
- 鋼之鍊金術師（—2004年，作畫監督）[3]

2004年
- 棋魂特別篇 邁向北斗盃之路（人物設定）[3]
- 異域天使（人物設定）[3]
- 美鳥的日記（作畫監督）
- 今日大魔王！（作畫監督）
- 攻殻機動隊 S.A.C. 2nd GIG（—2005年，作畫監督）
- 吟遊默示錄（人物設定、作畫監督[7]）

2005年
- TSUBASA翼 -RESERVoir CHRoNiCLE-（人物設定、作畫監督）
- IGPX（—2006年，作畫監督）

2006年
- 吟遊示錄wieder（人物設定、作畫監督）
- TSUBASA翼 -RESERVoir CHRoNiCLE- (第2系列)（人物設定、作畫監督）
- BLOOD+（作畫監督、原畫）
- 血色花園（—2007年，ED作畫）
- 驅魔少年（作畫監督、OP原畫、ED原畫）

2007年
- 藍龍（原畫）
- DARKER THAN BLACK -黑之契約者-（作畫監督）
- 魔法人力派遣公司（—2008年，人物設定、總作畫監督）[8]

2008年
- 黑執事（—2009年，人物設定、總作畫監、作畫監督[9]）

2009年
- 鋼殼都市雷吉歐斯（OP原畫）
- Phantom ～Requiem for the Phantom～（人物設定）[a]
- 信蜂（人物設定、總作畫監督）

2010年
- 黑執事II（人物設定、總作畫監督）
- 信蜂 REVERSE（人物設定、總作畫監督）
- 心靈偵探 八雲（人物設定）

2011年
- 花開物語（作畫監督補佐）

2012年
- ZETMAN（ED原畫）

2013年
- RDG 瀕危物種少女（人物設定、總作畫監督、OP作畫監督）
- 飆速宅男（總作畫監督、原畫）
- 來自風平浪靜的明日（原畫）

2014年
- 諸神的惡作劇（人物設定、總作畫監督、OP作畫監督）
- 黑執事 Book of Circus（人物設定、總作畫監督）

2015年
- 七大罪（ED原畫）

2017年
- 龍族拼圖X（總作畫監督）[a]

2018年
- 皇帝聖印戰記（OP原畫）
- 我讓最想被擁抱的男人給威脅了。（人物設定）

2019年
- Dr.STONE 新石紀（總作畫監督）

2020年
- 『催眠麥克風 -Division Rap Battle-』Rhyme Anima（人物設定、總作畫監督）

2021年
- VISUAL PRISON 視覺監獄（人物設定[10]）

2023年
- 『催眠麥克風 -Division Rap Battle-』Rhyme Anima +（人物設定）※共同

### 電影動畫
1992年
- 亞普菲蘭特物語（動畫）

1994年
- Darkside Blues（日语：ダークサイド・ブルース）（動畫）

1998年
- 名偵探柯南：第十四號獵物（原畫）

1999年
- 名偵探柯南：世紀末的魔術師（原畫）

2000年
- 名偵探柯南：瞳孔中的暗殺者（原畫）

2002年
- 名偵探柯南：貝克街的亡靈（原畫）

2006年
- 認真地不認真的怪傑佐羅力：神秘寶藏大作戰（原畫）
- 劇場版 火影忍者：大興奮！三日月島上的動物騷亂（原畫）

2017年
- 劇場版 黑執事 Book of the Atlantic（人物設定、總作畫監督）

2021年
- 劇場版 我讓最想被擁抱的男人給威脅了。～西班牙篇～（人物設定）[a]

### OVA
1991年
- 黑暗司法官Judge（日语：ジャッジ (漫画)）（動畫）
- 奇兵大冒險 風之塔（動畫）
- 一本包丁滿太郎2 大阪素麵戰爭（日语：一本包丁満太郎）（動畫）

1992年
- 帥氣女朋友（日语：ハンサムな彼女）（動畫）
- 公主ARMY（原畫）[3]
- （動畫）
- 幻想叙譚艾爾西雅（日语：幻想叙譚エルシア）（動畫）

1993年
- 超時空世紀歐卡斯02（動畫）

1994年
- 紺碧艦隊（動畫）

1997年
- 魔法騎士雷阿斯（原畫）
- 出雲傳奇（日语：八雲立つ）（原畫）
- 勇者指令達古王：水晶之瞳的少年（原畫）

1999年
- 青山剛昌短篇集（原畫）
- 純愛手札（原畫）

2001年
- 真蓋特機器人對NEO蓋特機器人（原畫）

2002年
- 電玩少女櫻吹雪（日语：アーケードゲーマーふぶき）（原畫）
- I'll/CKBC（日语：I'll）（作畫監督）

2008年
- 信蜂 ～光與青的幻想夜話～（人物設定）[b]

2009年
- 聖鬥士星矢 THE LOST CANVAS 冥王神話（作畫監督）

### 網路動畫
2007年
- （原畫）

### 遊戲
2003年
- 召喚夜響曲3（OP原畫）

### 插圖
- 聖戰（日语：ジハード (小説)）（著：定金伸治，JUMP j-BOOKS（日语：ジャンプ ジェイ ブックス））

## 腳註

## 相關項目
- J.C.STAFF
- P.A.WORKS
- 日本動畫師列表（日语：アニメ関係者一覧）

## 外部連結
- （日語）—芝美奈子的官方個人部落格。
- SHIBA'S FACTORY，存于 （日語）—芝美奈子的官方個人網站。